# Acer shihweii
Acer shihweii é uma espécie de árvore do gênero Acer, pertencente à família Aceraceae.